# ترول (سرزمین میانه)
ترول‌ها (انگلیسی: Troll) شخصیت‌های خیالی در سرزمین میانه جی. آر. آر. تالکین هستند و در فیلم‌ها و بازی‌های اقتباس شده از رمان‌های او حضور دارند. آن‌ها به عنوان انسان‌نماهای هیولایی بزرگ با قدرت زیاد و هوش ضعیف به تصویر کشیده می‌شوند. در رمان هابیت آن‌ها باید قبل از طلوع آفتاب زیر زمین باشند وگرنه به سنگ تبدیل شوند، در حالی که در ارباب حلقه‌ها می‌توانند با نور روز روبرو شوند.